# HOMO/LUMO
HOMO a LUMO jsou akronymy pro nejvyšší obsazený molekulový orbital (Highest Occupied Molecular Orbital) a nejnižší neobsazený molekulový orbital (Lowest Unoccupied Molecular Orbital). Energetický rozdíl mezi těmito orbitaly charakterizuje schopnost excitace molekuly, čím je nižší, tím je jednodušší molekulu excitovat.
Pokud molekuly vytvoří dimer nebo větší agregát, energetická blízkost těchto orbitalů v molekulách způsobí rozštěpení jejich energetických úrovní. Díky tomuto štěpení vzniknou vibrační subhladiny, každá charakterizovaná vlastní energií. Pokud vznikne velké množství těchto subhladin, dojde ke vzniku energetického kontinua – nebude možné identifikovat energie jednotlivých subhladin.